# Unione Civitas d'Europa
L'Unione Civitas d'Europa era un'unione di comuni del territorio della provincia di Frosinone, nella regione Lazio, formata da quattro municipalità.

## Comuni
I Comuni che fanno parte dell'unione sono: 
| Comune       | Popolazione (residenti al 28-02-2015) | Superficie (km²) | Stemma |
| ------------ | ------------------------------------- | ---------------- | ------ |
| Arce         | 5.782                                 | 39,52            |        |
| Arpino       | 7.286                                 | 56,24            |        |
| Fontana Liri | 2.971                                 | 16,11            |        |
| Santopadre   | 1.391                                 | 21,60            |        |